# ルリミゾカクシ
ルリミゾカクシ（瑠璃溝隠、学名: Lobelia erinus）は、キキョウ科ミゾカクシ属の多年草。別名ルリチョウソウ（瑠璃蝶草）、ルリチョウチョウ（瑠璃蝶々）、属名からロベリア（魯別利亜、羅: Lobelia）とも。
原産地は南部アフリカのマラウィ、ナミビアから南アフリカにかけて。亜熱帯では多年草だが、温帯では秋蒔き一年草として扱うことが多い。開花期は春。暑さにも寒さにもあまり強くない。
草丈は8〜15cm。茎の下部につく葉は長さ10mm幅4〜8mmの楕円形で鋸歯がある。上部につく葉は細く、鋸歯がないこともある。野生種は幅8〜20 mmの花をつける。花弁は5つで、色は青や紫。花序は間隔の開いた円錐花序である。果実は5〜8mmの蒴果で、内部に無数の細かい種子を生じる。

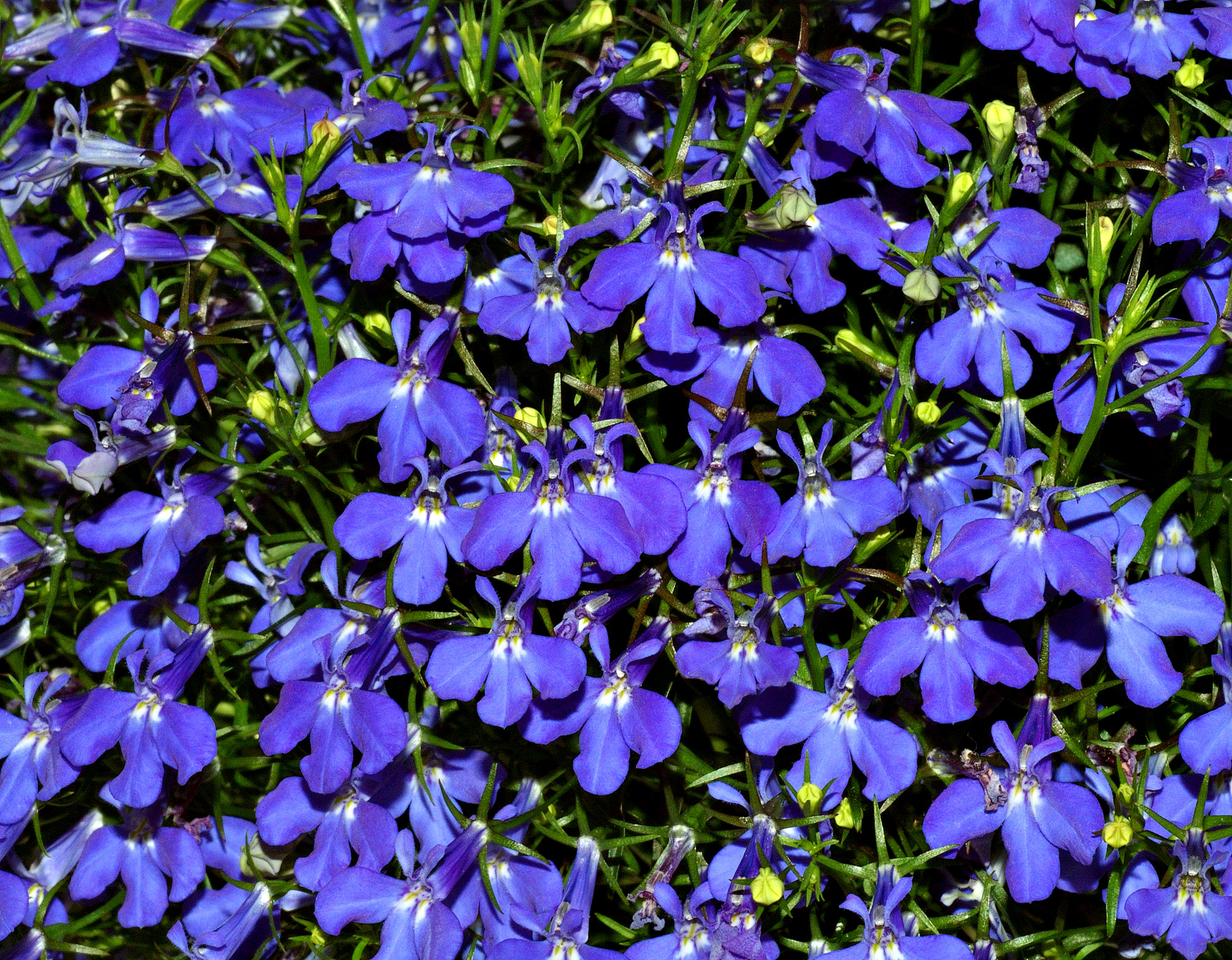
L. erinusの瑠璃色のもの

草花として販売、栽培されており、白、ピンク、赤などの花色も作出されている。また暑さへの耐性を強めた改良品種も作られている。